# Powiat de Mińsk
Le powiat de Mińsk (polonais : powiat miński) est un powiat (district) de la voïvodie de Mazovie, dans le centre-est de la Pologne.
Elle est née le 1er janvier 1999, à la suite des réformes polonaises de gouvernement local passées en 1998.
Le siège administratif du powiat est la ville de Mińsk Mazowiecki, qui se trouve à 39 kilomètres à l'est de Varsovie, capitale de la Pologne. Il y a trois autres villes dans le powiat : Sulejówek à 21 kilomètres à l'ouest de Mińsk Mazowiecki, Halinów à 16 kilomètres à l'ouest de Mińsk Mazowiecki, et Kałuszyn à 17 kilomètres à l'est de Mińsk Mazowiecki.
Le district couvre une superficie de 1 164,35 kilomètres carrés. En 2006, sa population totale est de 141 048 habitants, avec une population pour la ville de Mińsk Mazowiecki de 37 808 habitants, pour la ville de Sulejówek de 18 676 habitants, pour la ville de Halinów de 3 369 habitants, pour la ville de Kałuszyn de 2 905 habitants et une population rurale de 78 290 habitants.

## Powiaty voisines
La Powiat de Mińsk est bordée des powiaty de : 
- Węgrów au nord-est ;
- Siedlce à l'est ;
- Garwolin au sud ;
- Otwock et la ville de Varsovie à l'ouest ;
- Wołomin au nord-ouest.

## Division administrative

Position des gminy dans la powiat

Le powiat est divisé en treize gminy (communes) :
| Gmina                                                      | Type         | Superficie (km2) | Population (2006) | Siège                |
| Mińsk Mazowiecki                                           | urbain       | 13,1             | 37 808            |                      |
| Sulejówek                                                  | urbain       | 19,5             | 18 676            |                      |
| Gmina Mińsk Mazowiecki                                     | rural        | 112,3            | 12 876            | Mińsk Mazowiecki *   |
| Gmina Halinów                                              | urbain-rural | 63,1             | 12 538            | Halinów              |
| Gmina Mrozy                                                | rural        | 145,2            | 8 681             | Mrozy                |
| Gmina Dębe Wielkie                                         | rural        | 77,9             | 8 299             | Dębe Wielkie (Mińsk) |
| Gmina Cegłów                                               | rural        | 95,7             | 7 844             | Cegłów               |
| Gmina Siennica                                             | rural        | 111,0            | 6 912             | Siennica             |
| Gmina Stanisławów                                          | rural        | 106,0            | 6 240             | Stanisławów          |
| Gmina Kałuszyn                                             | urbain-rural | 94,5             | 6 190             | Kałuszyn             |
| Gmina Dobre                                                | rural        | 124,9            | 5 938             | Dobre                |
| Gmina Latowicz                                             | rural        | 114,2            | 5 559             | Latowicz             |
| Gmina Jakubów                                              | rural        | 87,2             | 4 962             | Jakubów              |
| * Siège qui ne se trouve pas sur le territoire de la gmina |              |                  |                   |                      |

## Démographie
Données du 30 juin 2005:
| Description | Total   | Total | Femmes | Femmes | Hommes | Hommes |
| ----------- | ------- | ----- | ------ | ------ | ------ | ------ |
| Unité       | Nombre  | %     | Nombre | %      | Nombre | %      |
| Population  | 139 961 | 100   | 71 434 | 51,04  | 68 527 | 48,96  |
| Urbain      | 61 776  | 44,14 | 32 391 | 23,14  | 29 385 | 21,00  |
| Rural       | 78 185  | 55,86 | 39 043 | 27,90  | 39 142 | 27,97  |

## Histoire
De 1975 à 1998, les différents gminy du powiat actuelle appartenaient administrativement à la Voïvodie de Varsovie et à la Voïvodie de Siedlce.

La Powiat de Mińsk est créée le 1er janvier 1999, à la suite des réformes polonaises de gouvernement local passées en 1998 et est rattachée à la voïvodie de Mazovie.